# Kronen-Spitzmausbeutelratte

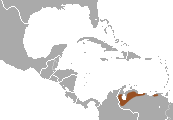
Das Verbreitungsgebiet der Kronen-Spitzmausbeutelratte

Die Kronen-Spitzmausbeutelratte (Monodelphis palliolata, Synonym: Peramys palliolatus) kommt im Norden von Venezuela und im Nordosten von Kolumbien (Departamento de Norte de Santander) vor.

## Beschreibung
Männchen der Kronen-Spitzmausbeutelratte erreichen eine Kopfrumpflänge von 12,3 bis 18,3 cm, haben einen 7 bis 10,5 cm langen Schwanz und werden 49 bis 106 g schwer. Weibchen bleiben deutlich kleiner und haben eine Kopfrumpflänge von 10,2 bis 14,1 cm, eine Schwanzlänge von 5,5 bis 8,8 cm und ein Gewicht von 32 bis 63 g. Das Fell des Rückens und der Kopfoberseite ist hellgrau. An den Körperseiten sind die Tiere orangefarben, der Bauch ist grauorange und kontrastiert nicht deutlich mit den Körperseiten. Die Haare sind auf dem Rücken ca. 8 mm lang, am Bauch beträgt ihre Länge nur 4 mm. Die Pfoten sind grau, die Ohren klein und einfarbig grau. Der Schwanz ist nur auf dem körpernahen ersten Viertel behaart und grau gefärbt. Dunkle Augenringe sind nicht vorhanden. Wie wahrscheinlich alle Spitzmausbeutelratten haben die Weibchen keinen Beutel. Die Anzahl der Zitzen ist unbekannt. Der Karyotyp von Arlindos Spitzmausbeutelratte ist 2n=18, FN=20 oder 30.

## Lebensweise
Die Kronen-Spitzmausbeutelratte kommt in Trockenwäldern und in prämontanen mehr oder weniger feuchten Wäldern von Meeresspiegelhöhe bis in Höhen von 2200 Metern vor. Sie ist anpassungsfähig und wurde auch schon auf Kaffeeplantagen und anderen landwirtschaftlichen Nutzflächen gefangen. Die Ernährung der dämmerungsaktiven und terrestrischen (bodenbewohnenden) Art wurde bisher nicht erforscht. Die Tiere vermehren sich während der Regenzeit von Mai bis August und im November. Im Durchschnitt werden 7 bis 8 Jungtiere pro Wurf geboren, die ihre Geschlechtsreife mit einem Alter von 6 Monaten erreichen.

## Status
Die Kronen-Spitzmausbeutelratte wird von der IUCN wegen ihrer Häufigkeit, des relativ großen Verbreitungsgebietes und des Vorkommens in mehreren Schutzgebieten als ungefährdet geführt. Im nördlichen Venezuela wurden 25 bis 100 Exemplare der Kronen-Spitzmausbeutelratte auf einem Quadratkilometer nachgewiesen. Da die Entwaldung in ihrem Verbreitungsgebiet jedoch immer mehr zunimmt könnte sich diese Einschätzung in naher Zukunft ändern.

## Belege
1. 1 2 3 4  Diego Astúa: Family Didelphidae (Opossums). in Don E. Wilson, Russell A. Mittermeier: Handbook of the Mammals of the World – Volume 5. Monotremes and Marsupials. Lynx Editions, 2015, ISBN 978-84-96553-99-6. Seite 150 u. 151.
2. ↑  Monodelphis palliolata in der Roten Liste gefährdeter Arten der IUCN 2016. Eingestellt von: Pérez-Hernandez, R., Ventura, J. & López Fuster, M., 2015. Abgerufen am 18. Januar 2020.